# Selenops curazao
Selenops curazao är en spindelart som beskrevs av Alayón 200. Selenops curazao ingår i släktet Selenops och familjen Selenopidae.
Artens utbredningsområde är Curaçao. Inga underarter finns listade i Catalogue of Life.